# Suveica, Mureș
Suveica (maghiară Szövérd, germană Magerau) este un sat în comuna Acățari din județul Mureș, Transilvania, România. Se află în partea de sud a județului, în Podișul Târnavelor, pe valea Suveica. La recensământul din 2002 avea o populație de 257 locuitori.

## Imagini

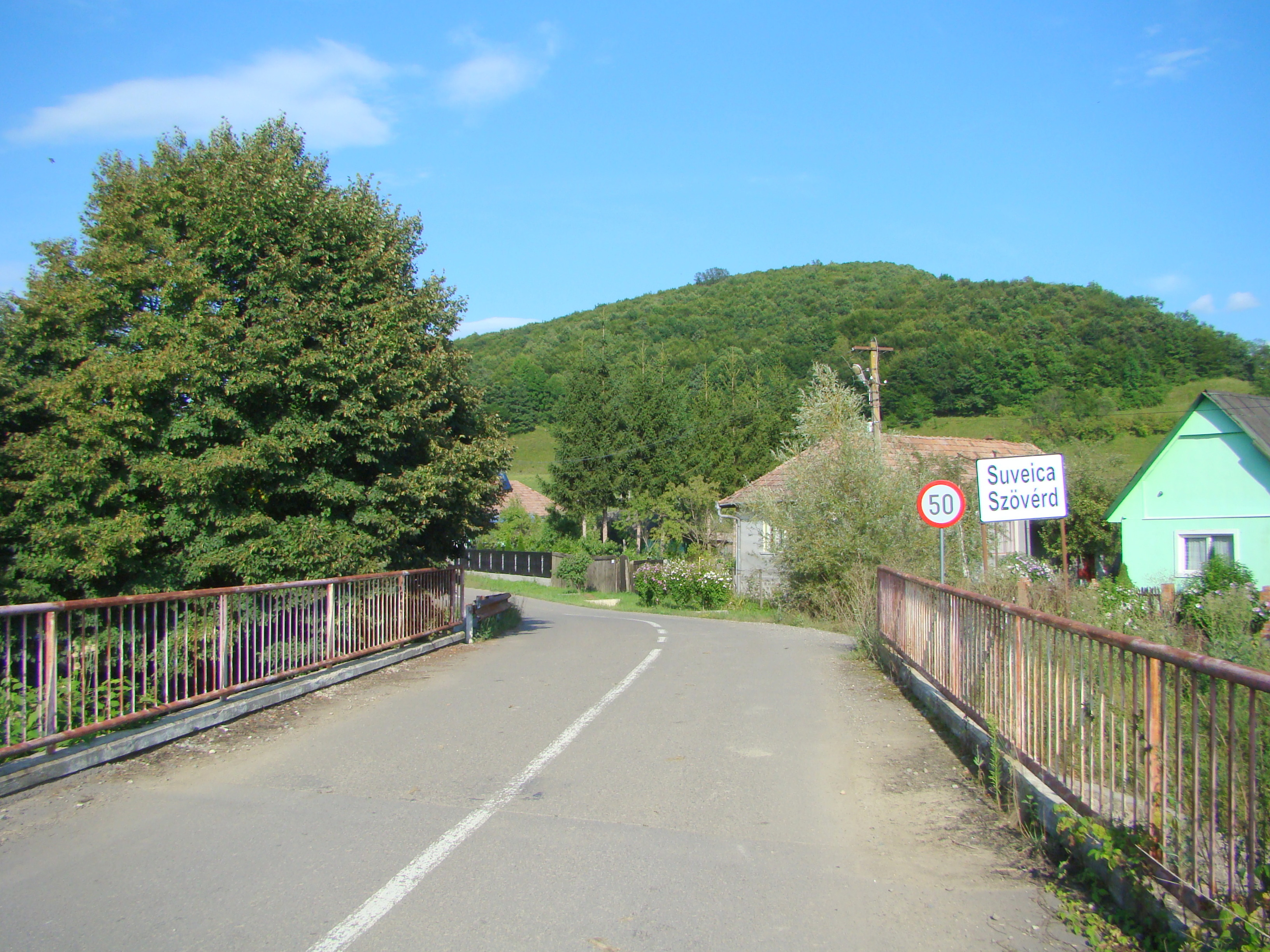
Intrarea în localitate
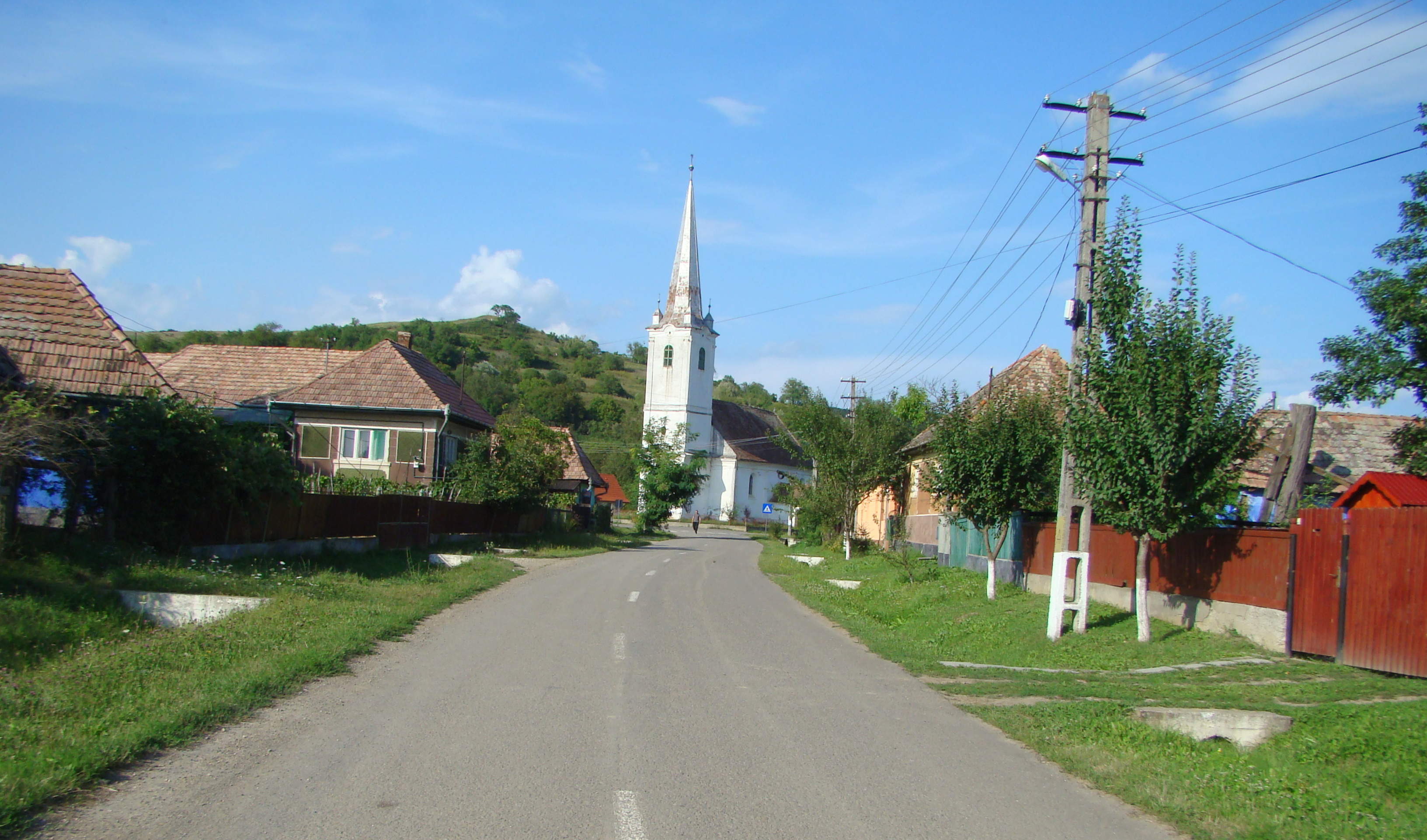
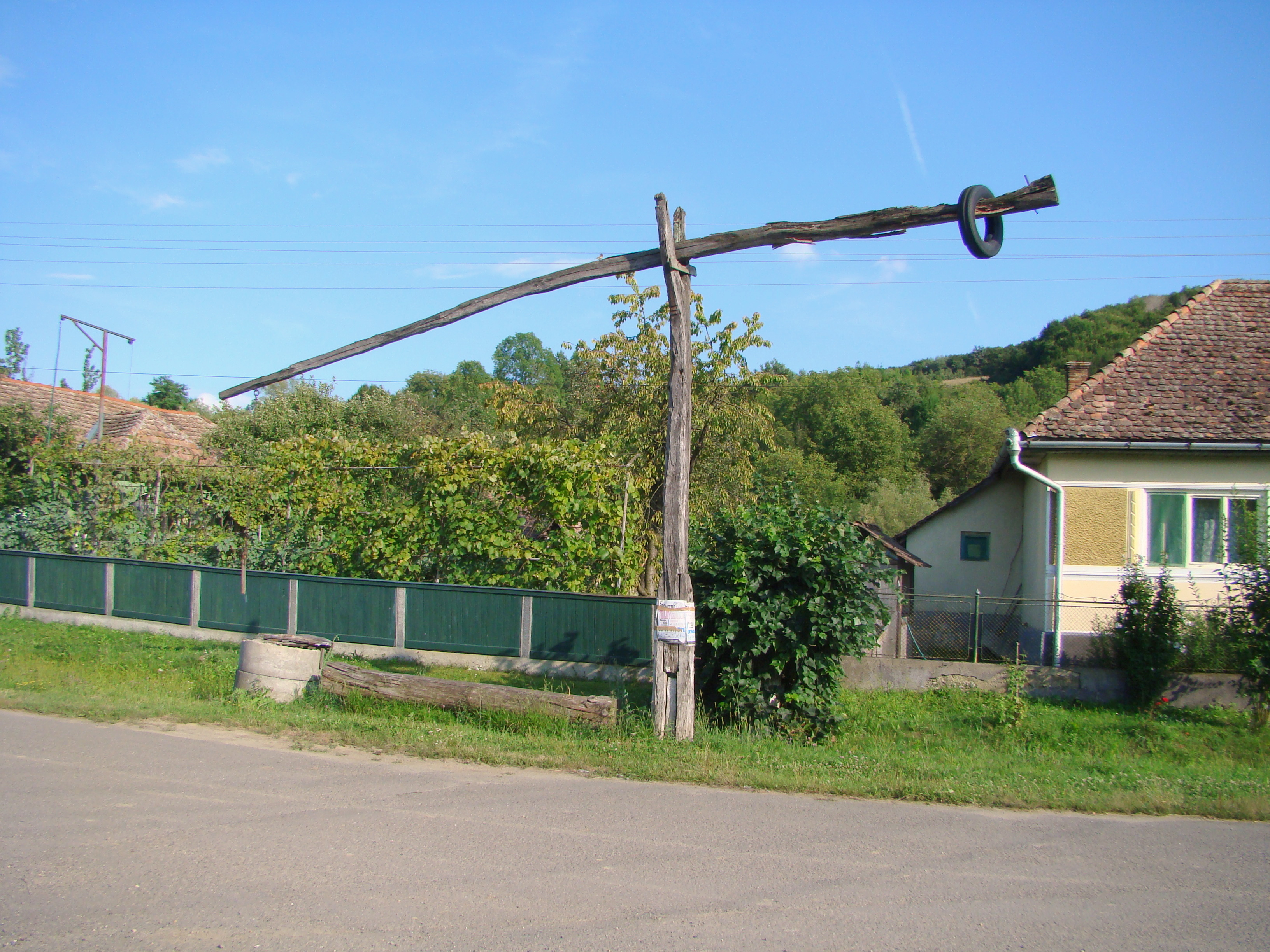
Fântâna cu cumpănă
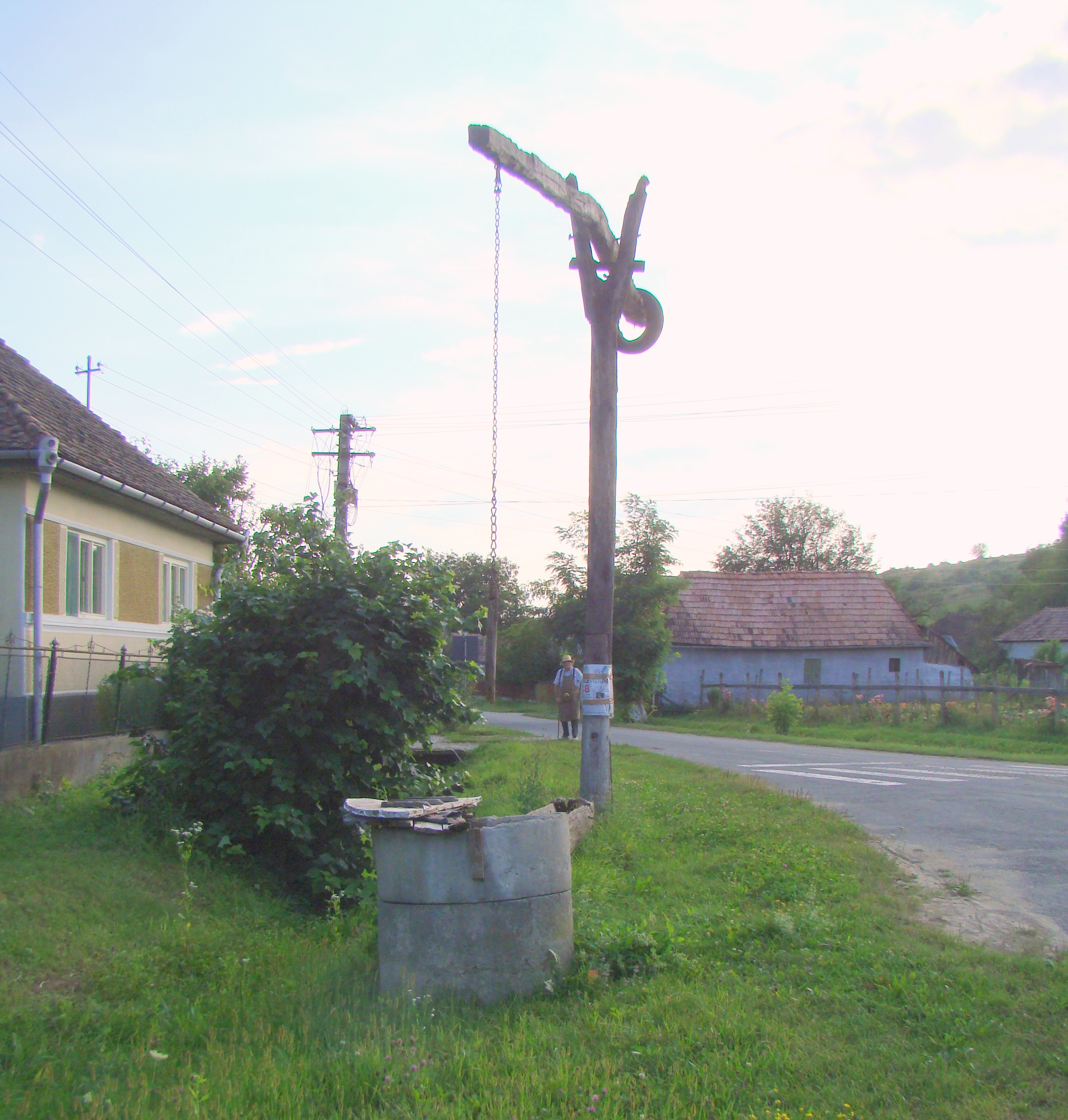
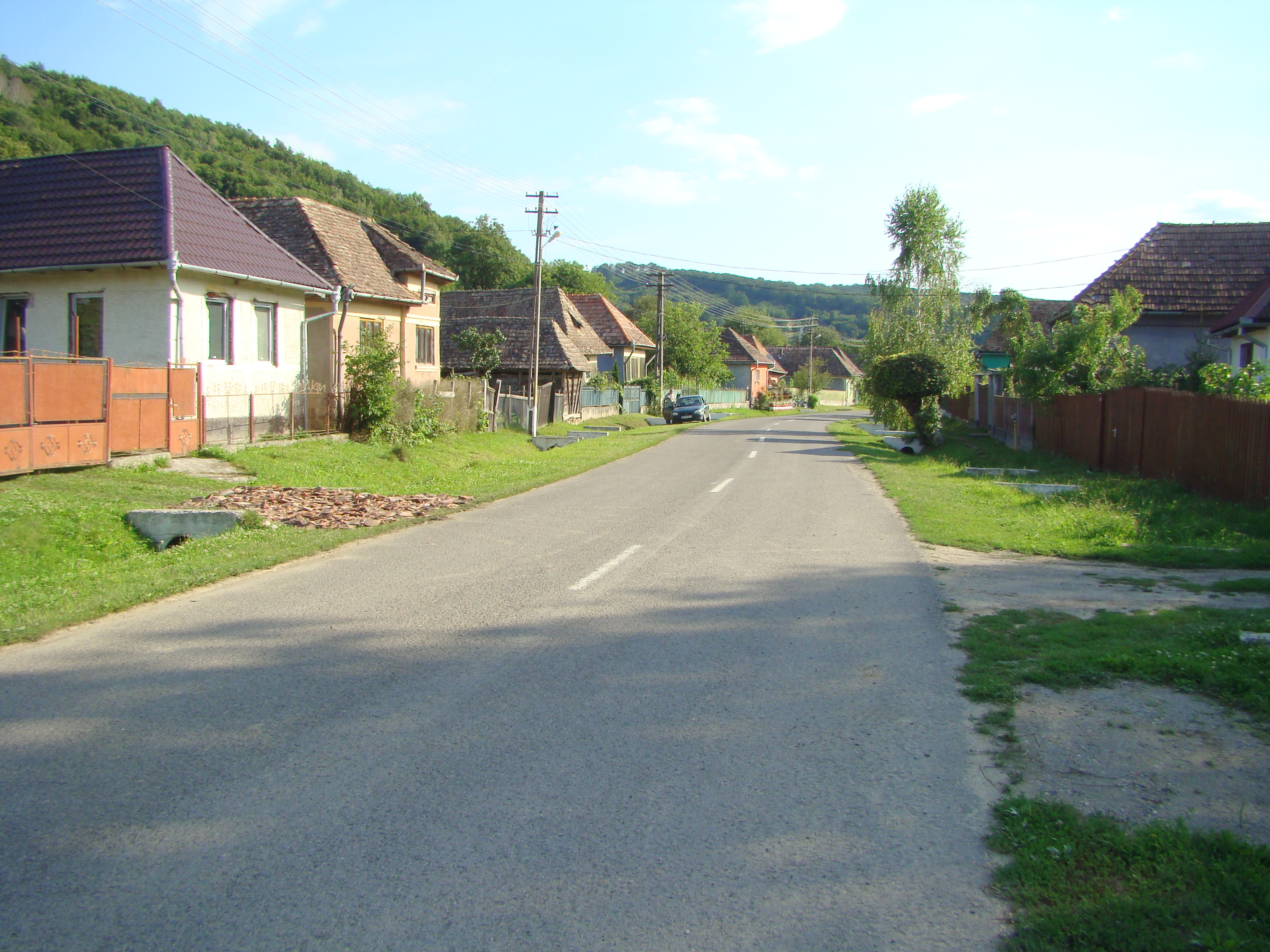
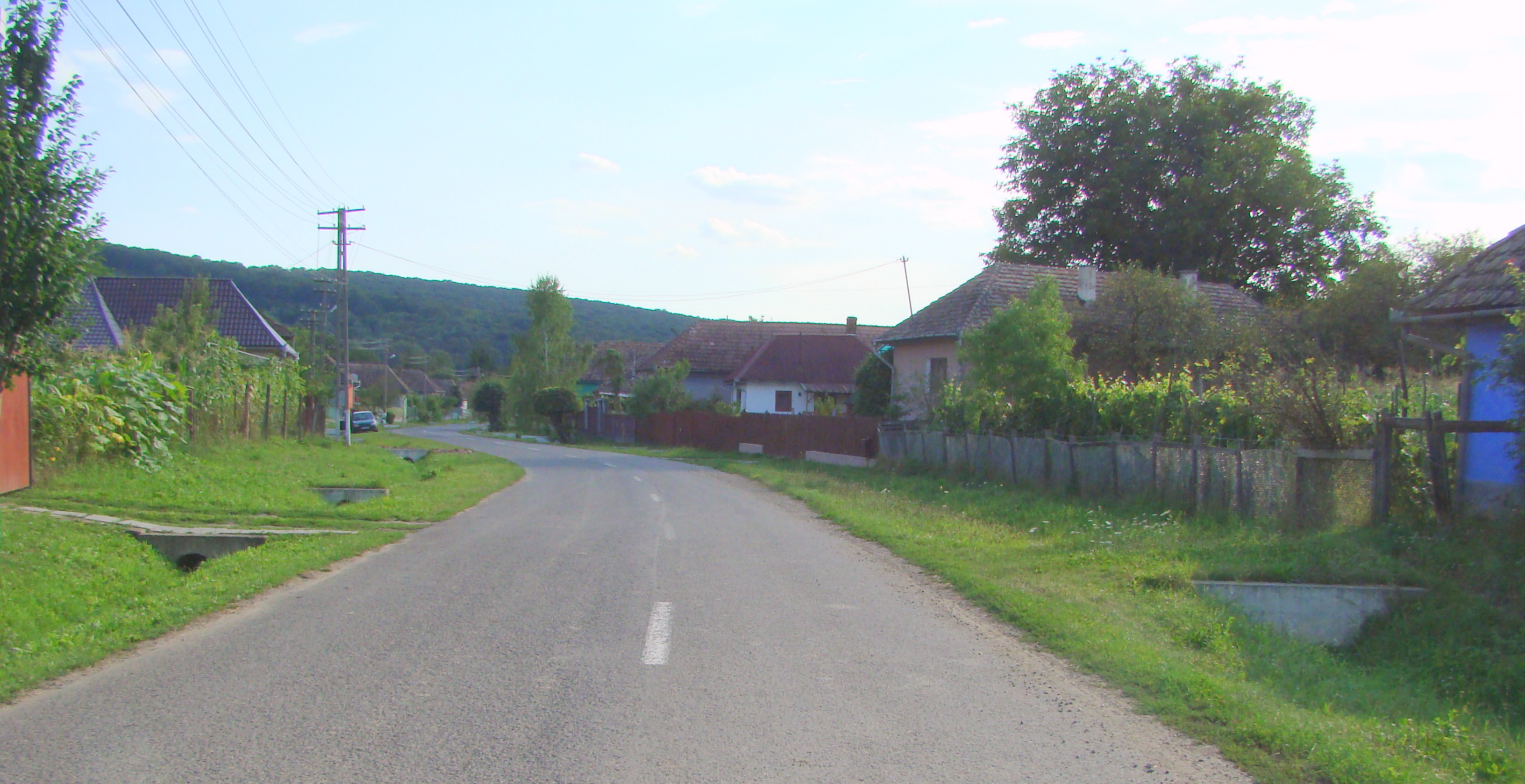
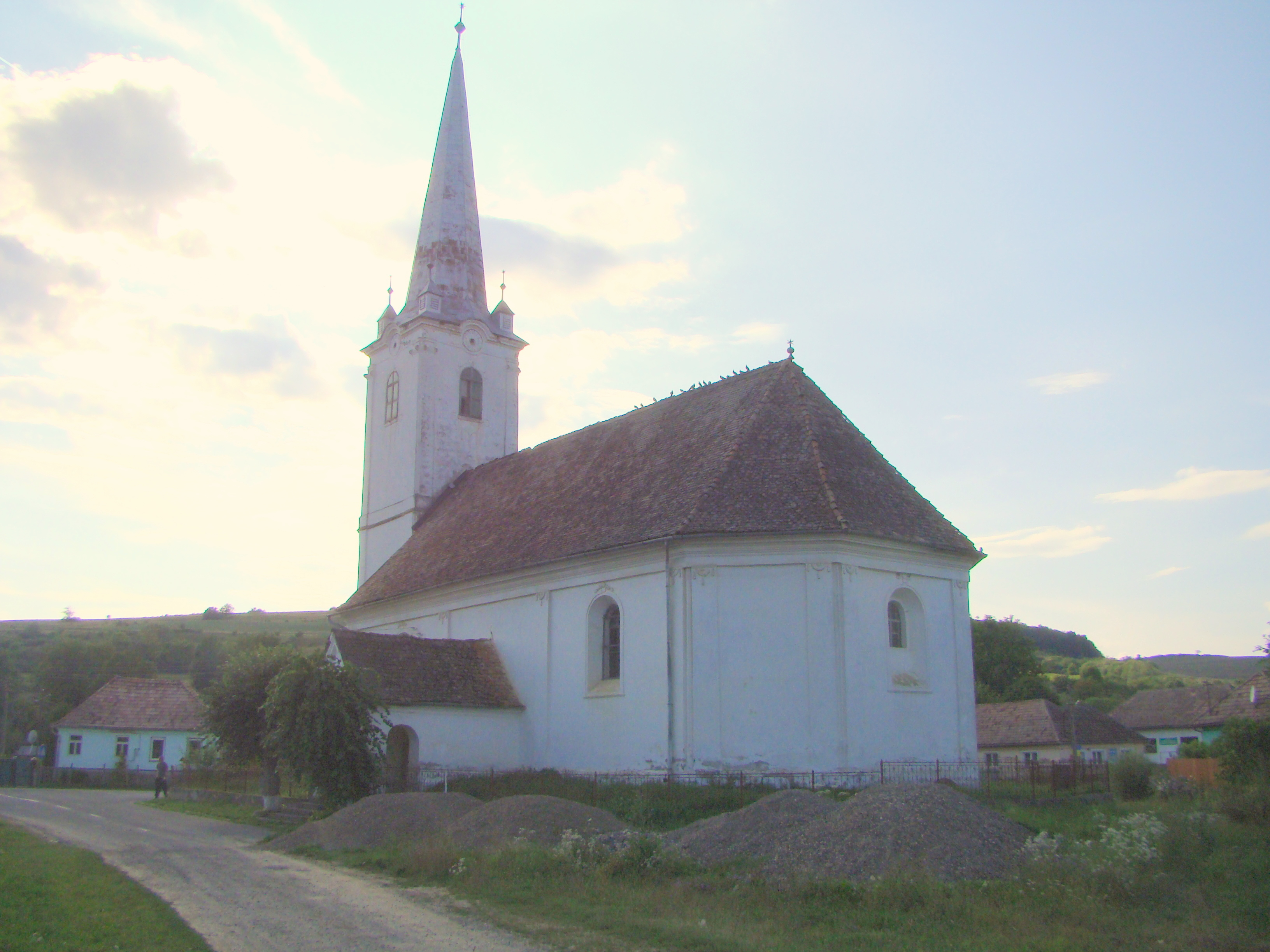
Biserica reformată (1804)
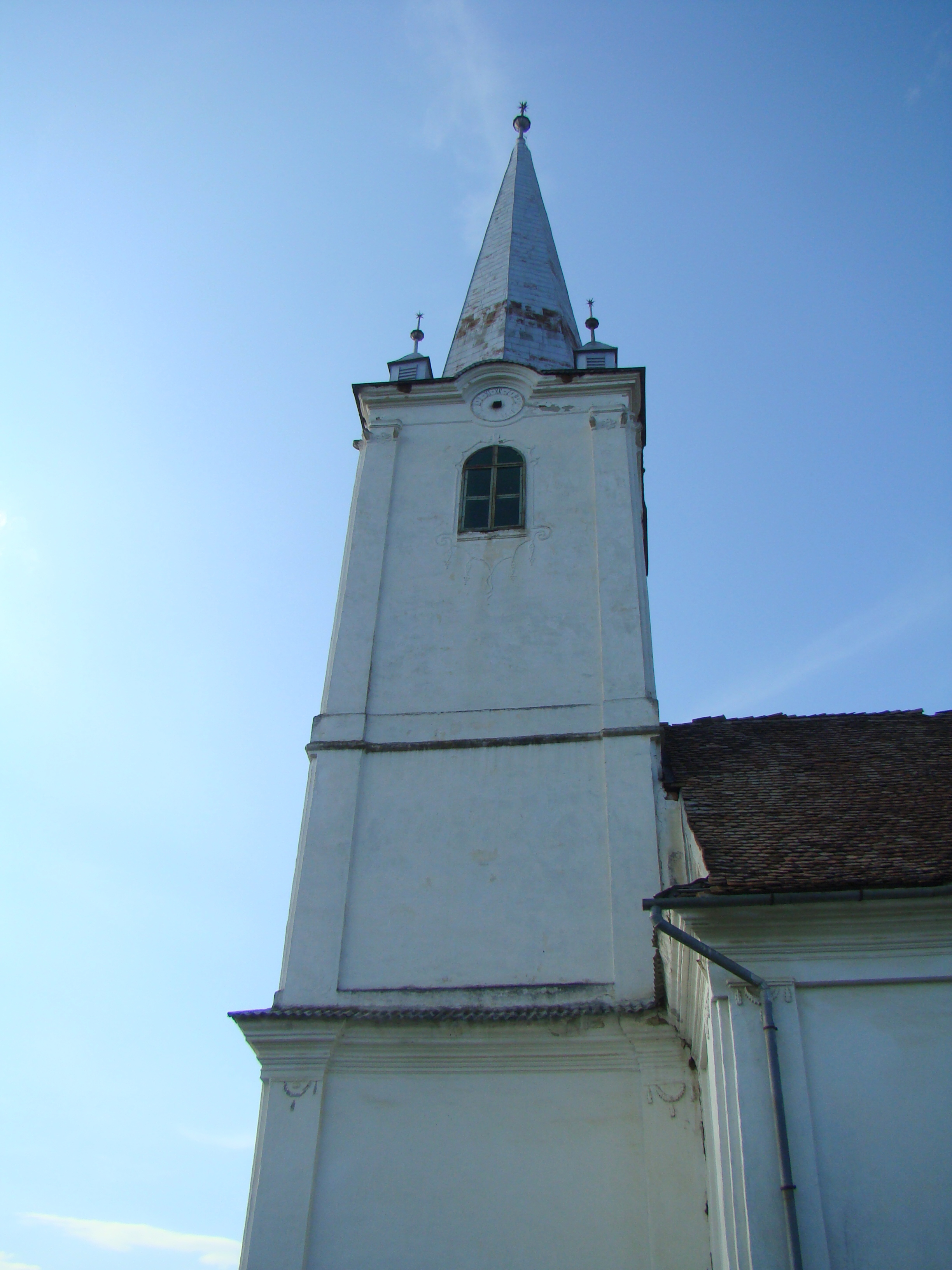
Turnul bisericii
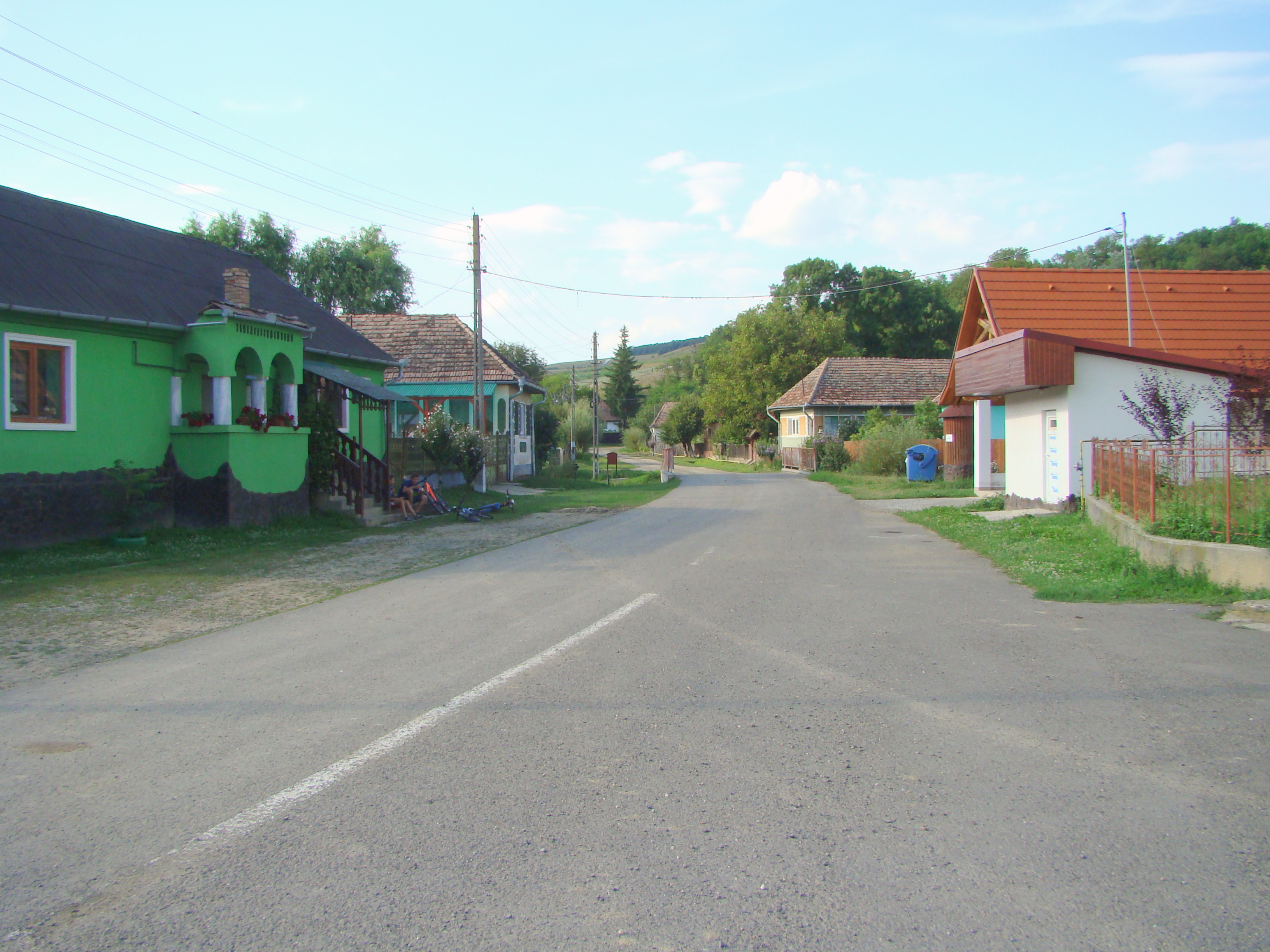
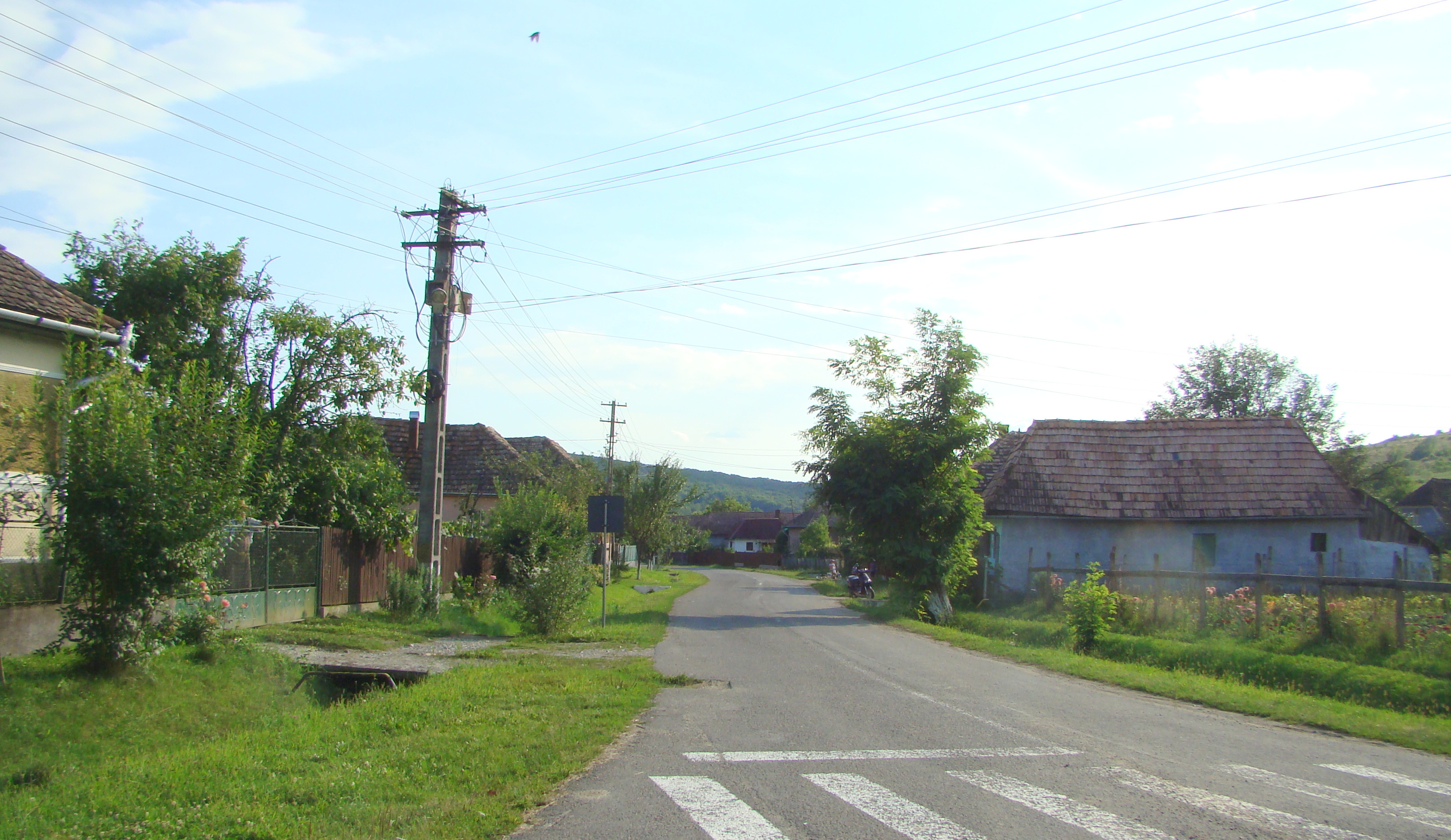